# Isak Pantzare
Isak Pantzare, född 2 mars 1996 i Övertorneå, är en svensk professionell ishockeyspelare (back) som spelar för Mora IK i HockeyAllsvenskan.
Han har tidigare spelat för IK Oskarshamn, Borlänge HF, Piteå HC, Asplöven HC samt Luleå HF:s juniorer och Övertorneå HF (som är Isaks moderklubb).